# Шайденко, Надежда Анатольевна
Надежда Анатольевна Шайденко (23 ноября 1952, Тула — 5 марта 2024, Тула) — российский государственный и политический деятель. Ректор Тульского государственного педагогического университета (1992—2012). Академик Российской академии естественных наук. Член редколлегии журнала «Тульская школа». Отличник народного просвещения РФ. С 2011 по сентябрь 2016 года — депутат Государственной Думы шестого созыва. Заместитель председателя комитета Государственной Думы по образованию. Член-корреспондент Российской академии образования (2011).

## Биография
Родилась 23 ноября 1952 года в семье педагогов. В 1973 году она с отличием окончила историко-филологический факультет Тульского госпединститута имени Льва Толстого. Несколько лет работала учителем русского языка и организатором внешкольной и внеклассной работы в средней школе посёлка Петелино, а в 1977 году перешла на работу в пединститут. До 1981 года была ассистентом кафедры педагогики и психологии, а затем проректором по заочному обучению и по учебной работе. В 1992 году была выбрана ректором Тульского государственного педагогического университета, занимая эту должность до 2012 года. В 1994 году Шайденко защитила диссертацию доктора педагогических наук.
В 2011 году Шайденко была избрана членом-корреспондентом Российской академии образования (Отделение общего среднего образования, специальность — «Дидактика безопасности жизнедеятельности»). С 2017 года она возглавляла центр стратегического планирования развития образования, экспертизы и научного консультирования Института повышения квалификации и профессиональной переподготовки работников образования Тульской области. Является автором более пятисот научных работ по проблемам педагогики.

### Личная жизнь
Была замужем за доктором педагогических наук, профессором Владимиром Григорьевичем Подзолковым. В браке родилась дочь Александра, доцент кафедры педагогики и методики педагогического образования Тульского государственного педагогического университета.
Умерла в Туле 5 марта 2024 года в возрасте 71 года. Похоронена на Аллее славы Смоленского кладбища.

## Награды
- Отличник народного просвещения Российской Федерации.
- Знак «Отличник народного образования».
- Нагрудный знак «Почётный работник высшего профессионального образования РФ».
- Медаль ордена «За заслуги перед Отечеством» II степени[7].
- Благодарность Правительства Российской Федерации (30 января 2016 года) — за заслуги в законотворческой деятельности и многолетний добросовестный труд[11]

## Общественная деятельность
Действительный член (академик) общественных и некоммерческих организаций: Российской академии естественных наук, Международной академии педагогического образования, Академии гуманитарных наук.